# Fagopyrum statice
Fagopyrum statice är en slideväxtart som först beskrevs av Leveille, och fick sitt nu gällande namn av Gross. Fagopyrum statice ingår i släktet boveten, och familjen slideväxter. Inga underarter finns listade i Catalogue of Life.